# Puerto Rico, Chiapas
Puerto Rico är en ort i Mexiko.   Den ligger i kommunen Montecristo de Guerrero och delstaten Chiapas, i den sydöstra delen av landet, 800 km sydost om huvudstaden Mexico City. Puerto Rico ligger 1 201 meter över havet och antalet invånare är 322.
Terrängen runt Puerto Rico är varierad. Puerto Rico ligger nere i en dal. Runt Puerto Rico är det ganska glesbefolkat, med 28 invånare per kvadratkilometer. Närmaste större samhälle är Nueva Palestina, 16,2 km norr om Puerto Rico. I omgivningarna runt Puerto Rico växer i huvudsak städsegrön lövskog.